# Посёлок пансионата «Южный»
Посёлок  пансионата «Южный» — населённый пункт в Туапсинском районе Краснодарского края России.
Входит в состав Шепсинского сельского поселения.

## История
Посёлок пансионата отдыха «Южный» (или посёлок Южный) учтён в списках населённых пунктов постановлением Краснодарского крайисполкома от 15 ноября 1970 года.
На 1 января 1987 года в поселке Южный проживало 603 человека.

## Население
| 2002 | 2010 |
| ---- | ---- |
| 549  | ↘539 |

## Улицы
- почтовое отделение Южный,
- ул. Заречная.
- пер. Светлый